# Palais Zarrouk
Le palais Zarrouk est l'un des palais tunisiens construits par les alliés du régime beylical. Il se caractérise par un style turc, ainsi que des styles arabes et andalous.
Il est construit au XIXe siècle, aux alentours de 1860, par le général Ahmed Zarrouk, renommé pour ses actions aux dépens de l'insurrection menée par Ali Ben Ghedhahem en 1864,, avant de servir comme résidence royale de 1922 à 1957.

## Multitudes d'usages
Le palais sert à ses débuts de résidence pour le général Zarrouk. A la fin du XIXe siècle, il est acquis par la famille Bessis, qui le cède ensuite en 1922 par Habib Bey pour la somme de 400 000 francs. En 1943, le bey de Tunis Lamine, fils de Habib Bey, le choisit comme palais royal, non sans y apporter de multiples transformations et embellissements.
Après sa destitution en 1957, le bâtiment est confisqué par l'État. Il sert comme premier siège de l'Office tunisien de l'artisanat puis de l'Institut tunisien d'archéologie et d'art avant d'être abandonné. Après la création de l'Académie tunisienne des sciences, des lettres et des arts en 1983, il en devient le siège.
Le 21 janvier 2021, un arrêté en fait un monument classé.

## Souvenirs
L'histoire du palais Zarrouk a été le témoin de certains évènements de l'histoire du pays, comme l'autonomie interne accordée par Pierre Mendès France à la Tunisie en 1954.